# Камиончићи
"Камиончићи" су француска анимирана серија која прати авантуре Алисе, Лене, Јанка и Алексе, који ће уз помоћ свог дека Томе научити како се постаје Супер Камион. Серија се састаоји од 2 сезоне и има укупно 52 епизоде. Званична српска синхонизација доступна је на Јутјуб каналу Земља чуда.

## Радња
Четири камиончића проводе лето у Камионграду са својим дека Томом. Он пред њих поставља низ изазова, како би им помогао да израсту у Супер Камионе попут њега. Док камиончићи усавршавају своје вештине кроз полигоне, трке, лов на благо, решавање мистерија, они такође освајају пехаре сваки пут када савладају изазов и науче како да буду бољи камиони.

## Улоге
| Улога           | Српски глас         |
| --------------- | ------------------- |
| Алиса           | Ђурђина Радић       |
| Лена            | Ања Орељ            |
| Јанко           | Вук Гајић           |
| Алекса          | Огњен Дрењанин      |
| Деака Тома      | Данијел Сич         |
| Сима Пират      | Марко Марковић      |
| Камион Тони     | Марко Марковић      |
| Камион Детектив | Немања Церовац      |
| Шеф Колачић     | Немања Церовац      |
| Механичарка Ања | Анастасија Кнежевић |
| Истраживач Ева  | Анастасија Кнежевић |